# Jackie Dinkins
Jackie Dinkins (nacido el 22 de enero de 1950 en Gadsden, Carolina del Sur y fallecido el 7 de marzo de 1983 en Lieja, Bélgica) fue un jugador de baloncesto estadounidense que disputó una temporada en la NBA, además de jugar en la liga neerlandesa y la liga belga. Con 1,96 metros de estatura, jugaba en la posición de alero.

## Trayectoria deportiva

### Universidad
Jugó durante su etapa universitaria con los Tigers del Voorhees College, con los que promedió en su última temporada más de 30 puntos por partido, y lideró la clasificación de la NAIA en porcentaje de tiros de campo. Es el único jugador salido de dicha universidad en llegar a jugar en la NBA.

### Profesional
Fue elegido en el puesto 150 del Draft de la NBA de 1971 por Chicago Bulls, fichando por el equipo, lo que supuso una gran sorpresa dado el puesto del draft. Jugó 18 partidos, en los que promedió 2,5 puntos y 1,1 rebotes.
En 1973 se marchó a jugar al Rotterdam-Zuid Basketbal de la liga neerlandesa, donde en su primera temporada fue el máximo anotador con 1.051 puntos, elegido mejor jugador del campeonato, y a su vez consiguió el título de liga. Al año siguiente fue el máximo reboteador del campeonato, e incluido en el mejor quinteto de la liga.
Jugó posteriormente en el Liege Basket de la liga belga, y estando en aquel país le diagnosticaron un tumor cerebral. a pesar de viajar en varias ocasiones a Boston para tratarse, gracias al dinero recaudado en varios partidos benéficos organizados en Lieja, falleció el 7 de marzo de 1983 a los 33 años de edad.

## Estadísticas de su carrera en la NBA

### Temporada regular
| Temporada | Edad | Equipo        | Liga | Pos. | P  | TIT | MIN | TC  | TCA | %TC  | 3P | 3PA | %3P | TL  | TLA | %TL  | R.OF. | R.DEF. | REB | ASIS | ROB | TAP | PER | FP  | PTS |
| 1971-72   | 22   | Chicago Bulls | NBA  | SF   | 18 |     | 4.9 | 0.9 | 2.3 | .415 |    |     |     | 0.6 | 1.1 | .550 |       |        | 1.1 | 0.4  |     |     |     | 0.6 | 2.5 |
| Total     |      |               | NBA  |      | 18 |     | 4.9 | 0.9 | 2.3 | .415 |    |     |     | 0.6 | 1.1 | .550 |       |        | 1.1 | 0.4  |     |     |     | 0.6 | 2.5 |

### Playoffs
| Temporada | Edad | Equipo        | Liga | Pos. | P | TIT | MIN | TC  | TCA | %TC   | 3P | 3PA | %3P | TL  | TLA | %TL | R.OF. | R.DEF. | REB | ASIS | ROB | TAP | PER | FP  | PTS |
| 1971-72   | 22   | Chicago Bulls | NBA  | SF   | 1 |     | 1.0 | 1.0 | 1.0 | 1.000 |    |     |     | 0.0 | 0.0 |     |       |        | 0.0 | 0.0  |     |     |     | 0.0 | 2.0 |
| Total     |      |               | NBA  |      | 1 |     | 1.0 | 1.0 | 1.0 | 1.000 |    |     |     | 0.0 | 0.0 |     |       |        | 0.0 | 0.0  |     |     |     | 0.0 | 2.0 |